# Piérnigas
Piérnigas település Spanyolországban, Burgos tartományban. Piérnigas Quintanabureba községgel határos. Lakosainak száma 39 fő (2024).

## Népesség
A település népessége az utóbbi években az alábbiak szerint változott:
| Lakosok száma | 45   | 38   | 33   | 52   | 44   | 38   | 40   | 51   | 37   | 39   |
|               | 2001 | 2004 | 2006 | 2009 | 2011 | 2014 | 2016 | 2019 | 2021 | 2024 |